# گیل مک‌کینی
مارک گیلبرت «گیل» مک‌کینی (به انگلیسی: Mark Gilbert McKinney) هنرپیشه و نویسنده آمریکایی است. او بیشتر به خاطر حضور در مجموعه تلویزیونی روزی روزگاری، ایفای نقش دکتر پال گریدی در سریال بخش فوریت‌های پزشکی، صداپیشه شخصیت جک کلسو در بازی ویدئویی لس آنجلس سیاه، رفتار بد و کینه ۳ شناخته شده‌است.